# Заплавненское сельское поселение
Запла́вненское се́льское поселе́ние — муниципальное образование в Ленинском районе Волгоградской области России. 
Административный центр — село Заплавное.

## История
Заплавненское сельское поселение образовано 14 февраля 2005 года в соответствии с Законом Волгоградской области № 1004-ОД.

## Население
| 2010  | 2012  | 2013  | 2014  | 2015  | 2016  | 2017  |
| ----- | ----- | ----- | ----- | ----- | ----- | ----- |
| 3991  | ↗4086 | ↗4175 | ↗4253 | ↗4314 | ↗4405 | ↘4339 |
| 2018  | 2019  | 2020  | 2021  |       |       |       |
| ↘4239 | ↘4216 | ↘4141 | ↘4024 |       |       |       |

## Состав сельского поселения
| № | Населённый пункт | Тип населённого пункта       | Население |
| - | ---------------- | ---------------------------- | --------- |
| 1 | Восьмое Марта    | посёлок                      | 257       |
| 2 | Заплавное        | село, административный центр | ↗3741     |
| 3 | Полевой          | посёлок                      | 0         |